# Biagio Bobbio
Carlo Biagio Bobbio (Pegli, 14 settembre 1920 – Nizza, 11 giugno 2006) è stato un calciatore italiano, di ruolo terzino.

## Carriera
Cresciuto nella Juventus, ha giocato per due stagioni con la Cremonese nei primi anni di guerra, disputando la prima partita con i grigiorossi il 17 novembre 1940, Cremonese-Mantova (2-1); gioca in tutto 27 partite.
Ha giocato il Campionato Alta Italia 1944 tra le file del Cuneo, chiudendo il girone ligure-piemontese all'ultimo posto. Sempre durante il conflitto mondiale giocò in un torneo di guerra nella squadra dell'Istituto Sociale di Torino.
Nel dopoguerra ha giocato nella cadetteria francese  con il Nizza.

## Palmarès

### Club

#### Competizioni nazionali
- Serie C: 1

Cremonese: 1941-1942